# Květen 2017

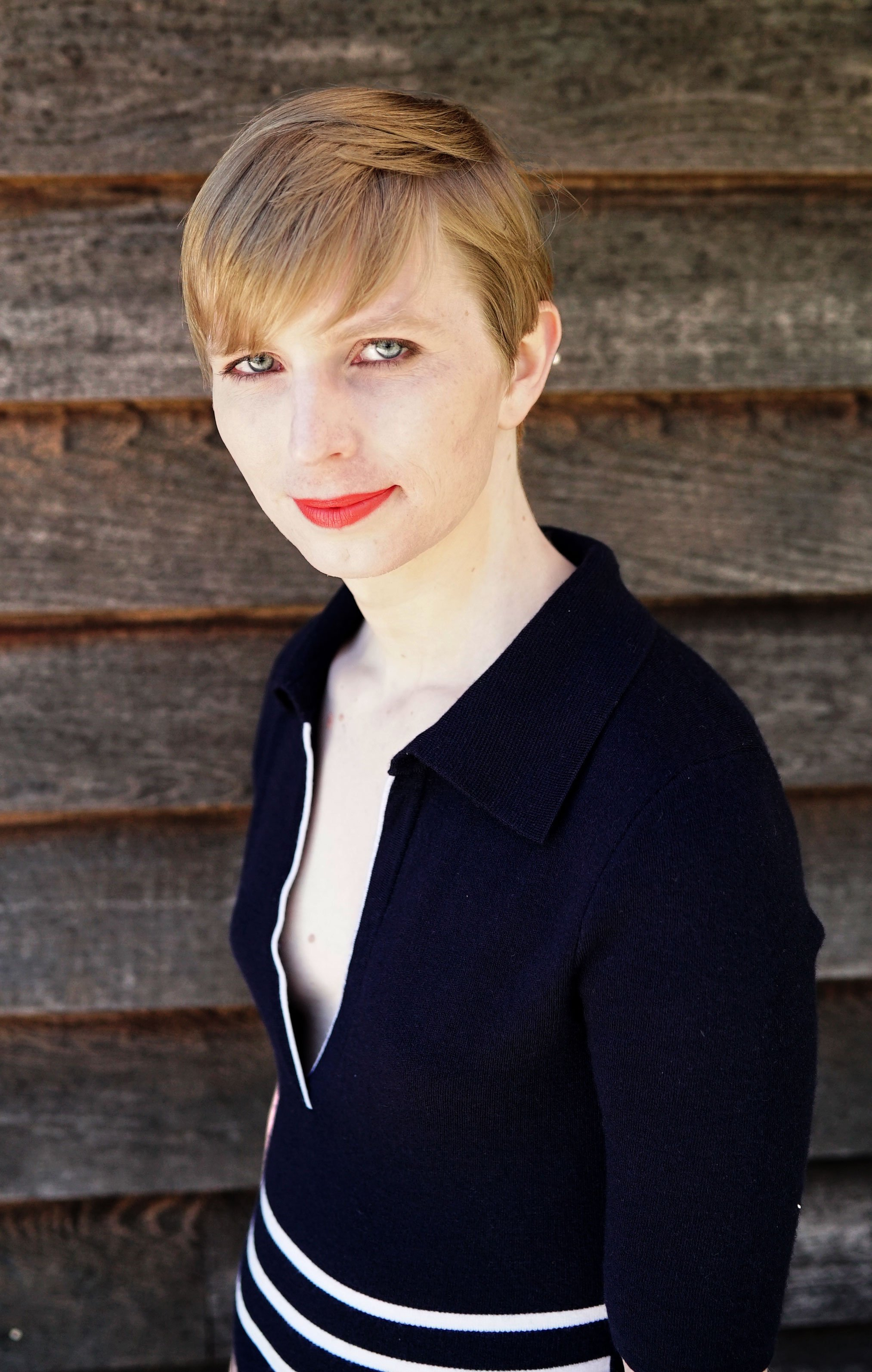
Chelsea Manningová

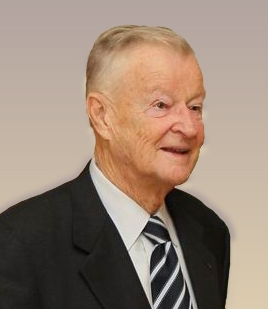
Zbigniew Brzezinski

2. května – úterý
 Český premiér Bohuslav Sobotka oznámil, že podá demisi do rukou prezidenta republiky Miloše Zemana. V případě přijetí by se tak v demisi ocitla celá vláda. Jde o reakci na kauzu korunových dluhopisů ministra financí Andreje Babiše.

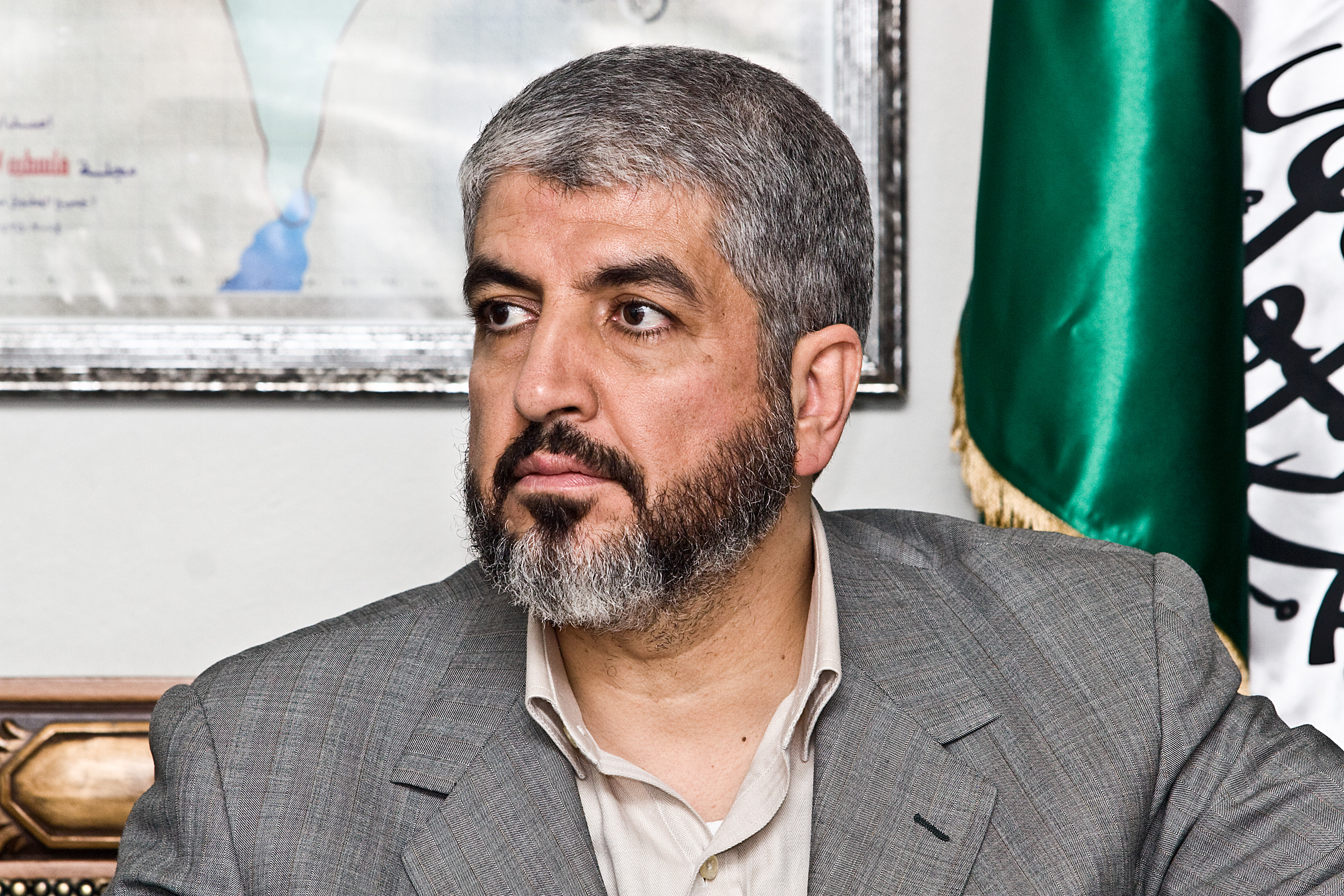
Chálid Mašál

 Chálid Mašál, vůdce palestinského militantního hnutí Hamás, představil nové stanovy hnutí; uznávající Palestinský stát v hranicích z roku 1967, popírající spojení s Muslimským bratrstvem a odmítající uznání Izraele.
3. května – středa
 Čína vyzvala své občany k návratu ze Severní Koreje.
 Nejméně 50 horníků bylo zavaleno v důsledku výbuchu v uhelném dole v íránské provincii Golestánu.
 Národní centrála proti organizovanému zločinu Policie České republiky provedla razii na Ministerstvu školství, mládeže a tělovýchovy České republiky (MŠMT) a v sídle Fotbalové asociace ČR a „na řadě míst v Praze i v dalších městech“.
5. května – pátek
 Český premiér Bohuslav Sobotka změnil názor, ohlášenou demisi nepodá a naopak prezidentu republiky Miloši Zemanovi navrhl odvolání místopředsedy vlády a ministra financí Andreje Babiše.
4. května – čtvrtek
 Americká armáda otevřela nové velitelství ve městě Poznaň v západním Polsku.
 Buckinghamský palác oznámil, že Princ Philip, vévoda z Edinburghu manžel královny Alžběty II., se od srpna nebude účastnit veřejných vystoupení.
6. května – sobota
 V rámci výměny zajatců mezi nigerijskou vládou a povstalci ze skupiny Boko Haram bylo propuštěno 82 dívek z Chiboku.
7. května – neděle

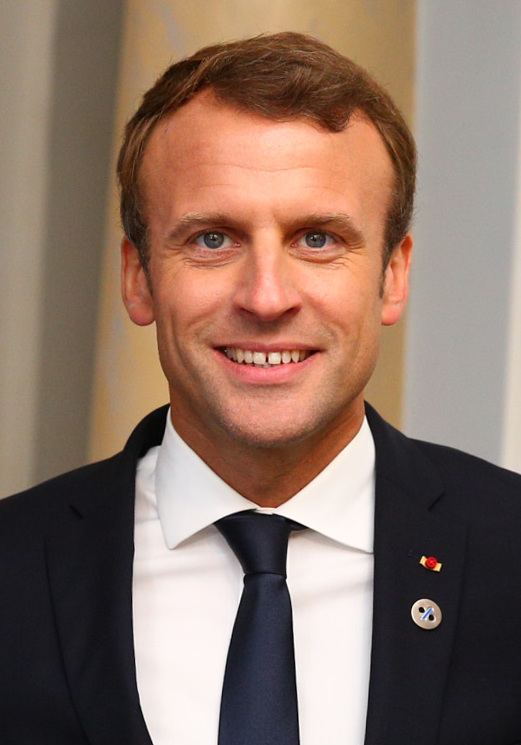
Emmanuel Macron

 Ve francouzských prezidentských volbách zvítězil s 66 procenty hlasů Emmanuel Macron (na obrázku). Ve svých 39 letech se stane nejmladším prezidentem Evropy a Francie.
9. května – úterý
 Liberální kandidát Mun Če-in byl zvolen jihokorejským prezidentem.
 Kateřina Valachová se rozhodla podat demisi na post ministryně školství, mládeže a tělovýchovy České republiky.
 Nejméně 400 indiánů Warao z delty řeky Orinoko uprchlo před hladem do 2 000 km vzdáleného brazilského města Manaus.
10. května – středa

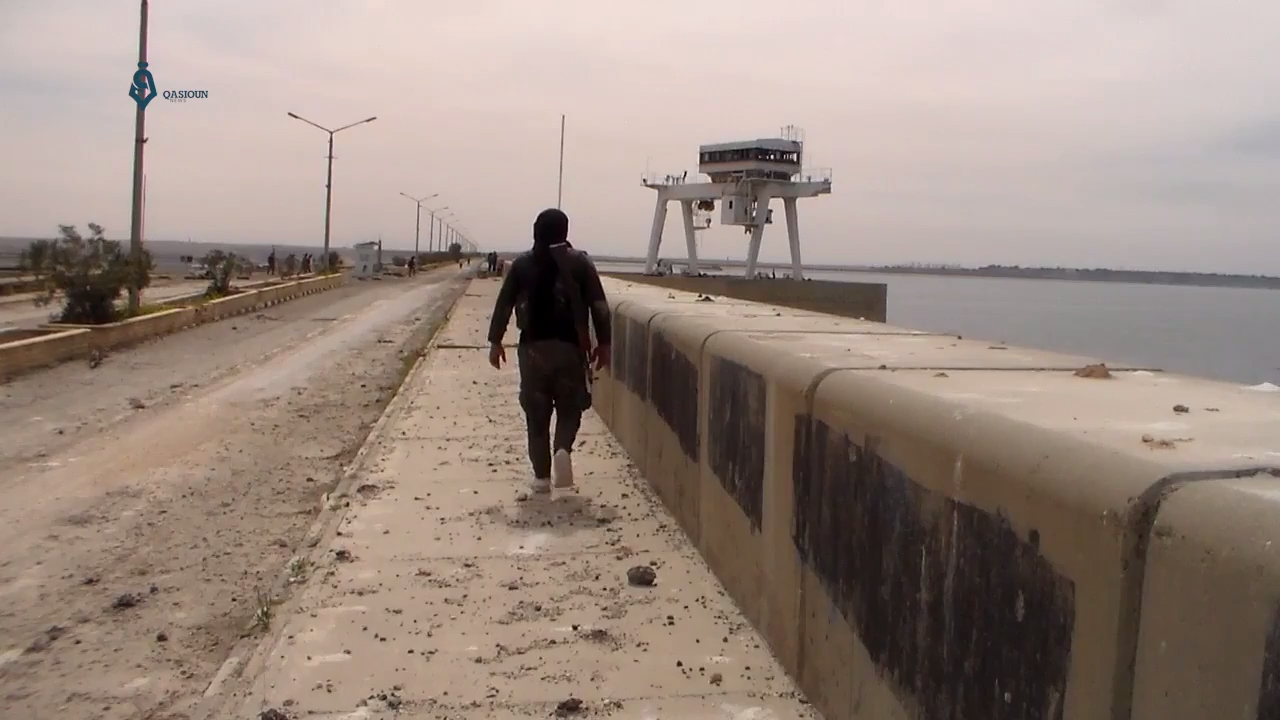
Přehrada Tabka

 Syrské demokratické síly získaly kontrolu nad strategicky důležitou přehradou Tabka (na obrázku) na řece Eufrat.
 Evropská migrační krize: Italská pobřežní stráž způsobila v roce 2013 smrt 268 syrských uprchlíků, poté co několik hodin ignorovala signál SOS.
 Americký prezident Donald Trump odvolal Jamese Comeyho z postu ředitele Federálního úřadu pro vyšetřování (FBI).
 V Praze, Brně a dalších městech proběhly pod označením Proč? Proto! demonstrace proti ministrovi financí Andreji Babišovi a prezidentovi Miloši Zemanovi.
11. května – čtvrtek
 Český prezident Miloš Zeman s manželkou a početnou delegací odcestoval na šestidenní státní návštěvu Číny.
 Radnice města New Orleans nechala odstranit pomník konfederačního prezidenta Jeffersona Davise.
12. května – pátek
 Nejméně 25 lidí bylo zabito při atentátu na zástupce předsedy pákistánského senátu Abdula Ghafúra Haidárího jižně od města Kvéta v provincii Balúčistán. Haidárí byl při útoku zraněn.
 Malware Ransomware WannaCry vyřadil z provozu několik nemocnic britského NHS.
 WHO: Nejméně tři mrtvé si vyžádala hemoragická horečka Ebola v konžské provincii Dolní Uele.
13. května – sobota
 Ve věku 75 let zemřel Jiří Kahoun, spisovatel a autor Příběhů včelích medvídků.

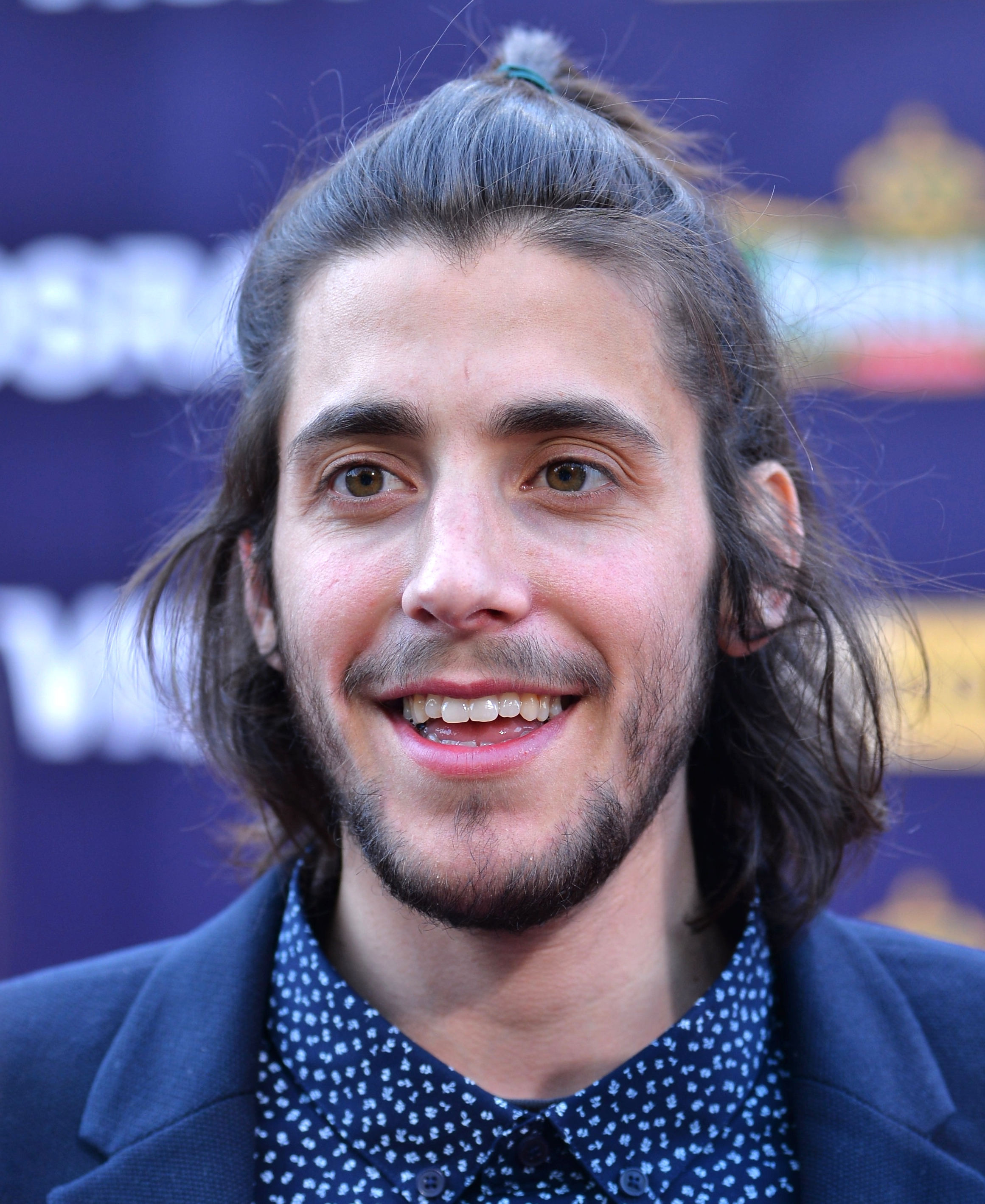
Salvador Sobral

  Vítězem Eurovision Song Contest 2017 se stal portugalský zpěvák Salvador Sobral (na obrázku) s písní „Amar Pelos Dois“.
15. května – pondělí
 Francouzským premiérem se stal starosta města Le Havre Édouard Philippe. Sestavením vlády ho pověřil prezident Emmanuel Macron.
 Papuánská vězeňská služba zastřelila 17 vězňů při pokusu o útěk z vězení ve městě Lae. Tři uprchlí vězni byli dopadeni zatímco 50 dalších zůstává na útěku. 
17. května – středa
 Chelsea Manningová, bývalá analytička rozvědky americké 10. horské divize, odsouzená za vyzrazení utajovaných informací byla propuštěna na svobodu.
18. května – čtvrtek
 Ve věku 52 let zemřel Chris Cornell, americký rockový hudebník a zpěvák v kapelách Soundgarden a Audioslave.
 Ve věku 82 let zemřela Božena Fuková poslankyně Národního shromáždění ČSSR, která v říjnu 1968 odmítla hlasovat pro přijetí smlouvy o dočasném pobytu sovětských vojsk na území Československa.
 Americké letectvo zaútočilo na konvoj provládních jednotek v jihovýchodní Sýrii.
 Ve Stockholmu byl oficiálně představen nový automobil kategorie SUV Škoda Karoq.
 Robert Mueller, bývalý ředitel FBI, byl jmenován speciálním prokurátorem vyšetřujícím ruské vměšování do amerických prezidentských voleb a kontakty Trumpových lidí s ruskými činiteli.
19. května – pátek
 Stávající íránský prezident Hasan Rúhání zvítězil v prvním kole prezidentských voleb.
Šéf české diplomacie Lubomír Zaorálek převzal na Kypru předsednictví Výboru ministrů Rady Evropy. Slíbil, že Česko se zasadí o dodržování práv zranitelných skupin včetně dětských migrantů a o posilování demokracie a právního státu. 

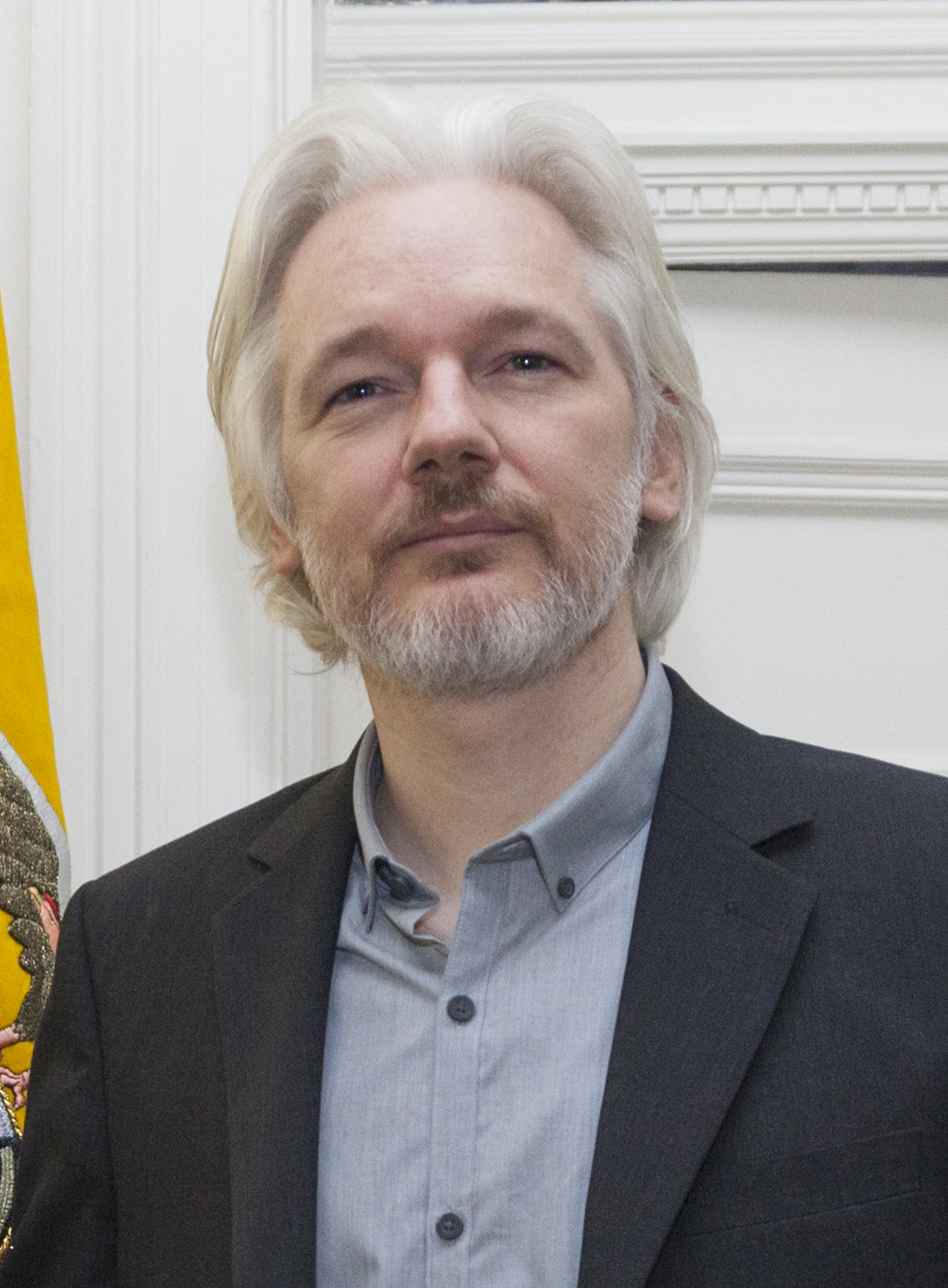
Julian Assange

 Švédská prokuratura zastavila stíhání Juliana Assange, zakladatele serveru WikiLeaks, za údajné znásilnění.
 Brazilský prezident Michel Temer byl obviněn z maření vyšetřování korupční kauzy.
20. května – sobota
 Na Hněvkovické přehradě byla otevřena nová plavební komora umožňující splavnění Vltavy mezi Českými Budějovicemi a Orlickou přehradou.
 Radnice New Orleans po 133 letech odstranila pomník konfederačního generála Roberta E. Leeho, který byl posledním konfederačním památníkem ve městě.
21. května – neděle
 Norské speciální jednotky vstoupily do „deeskalační zóny“ v jižní Sýrii.
22. května – pondělí
 Teroristický útok v Manchesteru si vyžádal 22 mrtvých a 59 zraněných. Mezi oběťmi útoku jsou nezletilé fanynky zpěvačky Ariany Grande.
 Turecko a Rusko podepsaly deklaraci o zrušení obchodního embarga, které zavedla Moskva po sestřelení ruského bombardéru tureckými stíhačkami u turecko-syrských hranic.

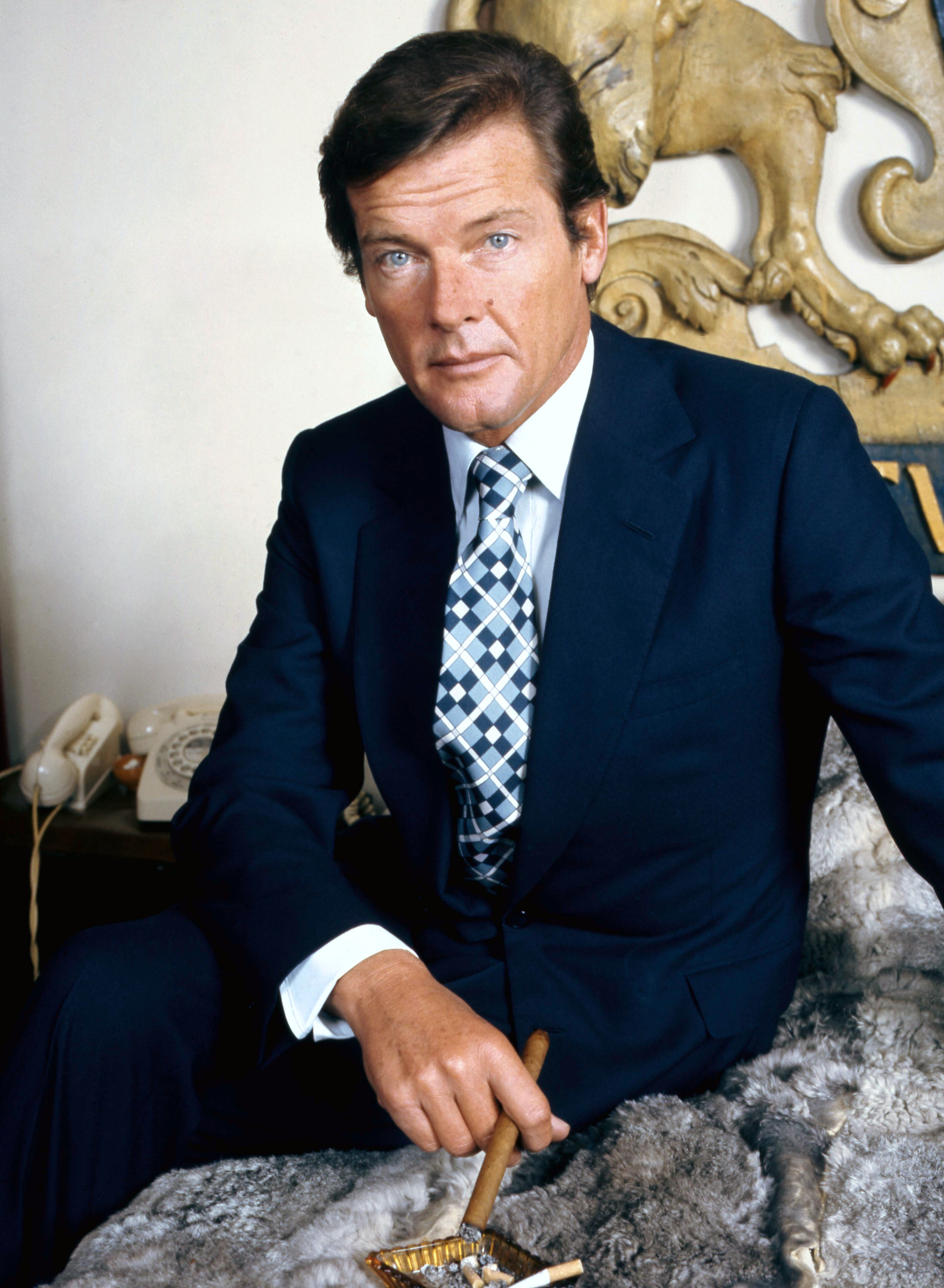
Roger Moore

23. května – úterý
 Ve věku 89 let zemřel Roger Moore, anglický herec, známý jako představitel Jamese Bonda.
 Ve Spojeném království byl kvůli útoku v Manchesteru vyhlášen nejvyšší stupeň teroristického ohrožení. Povinnosti ozbrojené policie tak částečně převzala Britská armáda.
 Filipínský prezident Rodrigo Duterte přerušil státní návštěvu Ruska a vyhlásil stanné právo na celém ostrově Mindanao. Jde o reakci na probíhající střety mezi místní odnoží Islámského státu a bezpečnostními složkami ve městě Marawi.
 Český prezident Miloš Zeman podepsal milost pro Jiřího Kajínka odsouzeného za dvojnásobnou nájemnou vraždu.
24. května – středa
 Tchajwanský nejvyšší soud podpořil zavedení stejnopohlavního manželství.
Papež František přijal v Apoštolském paláci amerického prezidenta Donalda Trumpa, který tak symbolicky završil cestu do středisek tří světových náboženství. V minulých dnech navštívil Saúdskou Arábii, Izrael a Palestinu.
 Prezident Miloš Zeman jmenoval Richarda Brabce novým místopředsedou vlády a Ivana Pilného novým ministrem financí.
25. května – čtvrtek
 Na summitu NATO v Bruselu se členské státy dohodly na větším zapojení v boji proti terorismu.
 Brazilský prezident Michel Temer povolal armádu k ochraně vládních budov v hlavním městě Brasília.
 Bývalý řecký premiér Lukas Papadimos byl zraněn při výbuchu nálože umístěné v jeho automobilu.
 Slovenská prokuratura navrhla rozpuštění parlamentní krajně pravicové strany Kotleba – Ľudová strana Naše Slovensko.
 Společnost Rocket Lab vypustila z novozélandského poloostrova Mahia svou raketu Electron určenou k vynášení CubeSatů na nižší oběžné dráhy.
26. května – pátek
 Ve věku 89 let zemřel polsko–americký politolog Zbigniew Brzezinski považovaný za šedou eminenci americké zahraniční společnosti.
 Dva lidé byli smrtelně pobodání při útoku islamofoba v příměstském vlaku v Portlandu.
 Egyptský prezident Abd al-Fattáh as-Sísí vyhlásil výjimečný stav poté, co neznámí útočníci zastřelili v provincii Minjá nejméně 20 koptských křesťanů.
 Egyptské vojenské letectvo provedlo nálety na teroristické základny poblíž libyjského města Derna v reakci na masovou vraždu 28 egyptských křesťanů v provincii Minjá.
27. května – sobota
 Fotbalisté Slavie Praha vyhráli nejvyšší českou fotbalovou ligu.
28. května – neděle

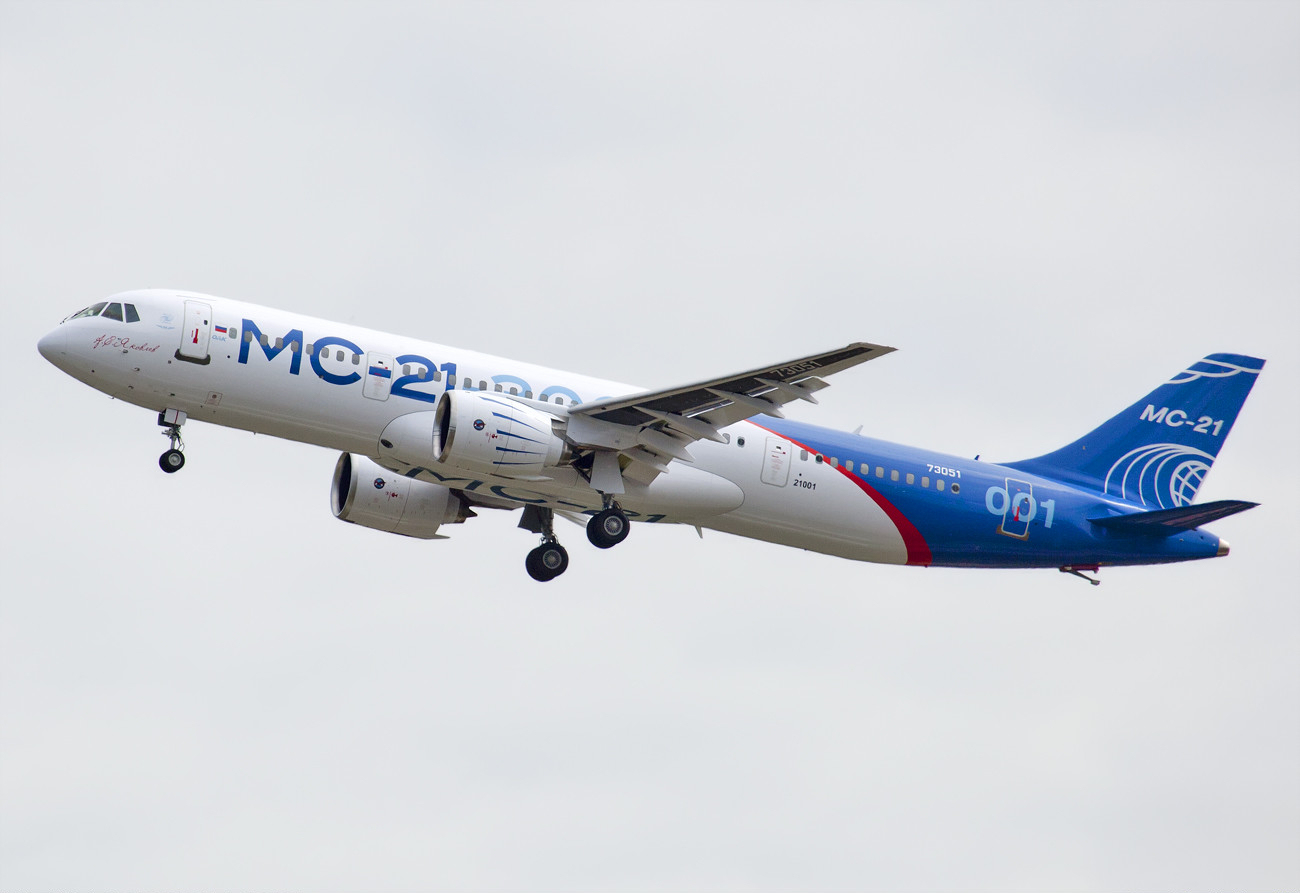
Irkut MS-21

 Nový ruský dopravní letoun pro krátké a střední tratě Irkut MS-21 provedl svůj první zkušební let z letiště výrobního závodu Irkut.
29. května – pondělí
 Ruský prezident Vladimir Putin přiletěl na návštěvu Francie a setkal se s Emmanuelem Macronem jak při osobním jednání, tak při rozhovorech širšího formátu. Jednalo se především o potřebě užší spolupráce a řadě sporných otázek mezinárodního charakteru.
 Sesuvy půdy a velmi silné záplavy na jihu a západě Srí Lanky si doposud vyžádaly nejméně 179 obětí na životech a přes 100 lidí se stále pohřešuje. Své domovy bylo přitom nuceno opustit kolem půl milionu lidí.
 Vichr, který zasáhl Moskvu a Moskevskou oblast, zabil 16 lidí.

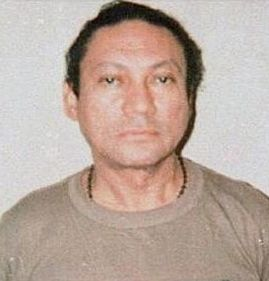
Manuel Noriega

30. května – úterý
 Ve věku 83 let zemřel bývalý panamský vojenský diktátor Manuel Noriega (na obrázku) sesazený americkou intervencí v roce 1990.
31. května – středa
 Nejméně 90 lidí bylo zabito při výbuchu nálože v kábulské diplomatické čtvrti.
 Ústavní soud Slovenské republiky potvrdil zrušení amnestií bývalého slovenského premiéra Vladimíra Mečiara.